# ウェサン島の海戦 (1778年)
ウェサン島の海戦（ウェサンとうのかいせん、英：Battle of Ushant、仏：Bataille d'Ouessant）または（第一次ウェサン島の海戦、英：First Battle of Ushant）は、アメリカ独立戦争中の1778年7月27日、ウェサン島（フランスの北西端にあたるイギリス海峡入り口のフランス領の島）の西100マイル（160km）でフランス艦隊とイギリスの艦隊の間で行われた戦い。大艦隊同士であったにもかかわらず双方ともに大きな戦果を上げずに終わり、イギリスでは政争に発展した。

## 発端
イギリス艦隊は軍艦「ヴィクトリー」上のオーガスタス・ケッペル提督が指揮する戦列艦30隻、フランス艦隊はドルヴィリュー伯ルイ・ジロー提督の指揮する戦列艦29隻であった。
1778年7月9日にスピットヘッドから戦列艦30隻を従えて出航したケッペルは、7月23日、ウェサン島の西で、風上側に29隻のフランス艦隊を視認した。ドルヴィリュー伯は戦いを避けよという命令を受けていたが、ブレストとの間を遮断されていた。艦隊のうち2隻は風上へ避退し、港へ逃げ帰ったので、彼の手元にある戦列艦は27隻となった。

## 戦闘
双方の艦隊は変化する風と豪雨を突いて運動を行い、やがて若干の混乱を生じたフランス艦隊に対して、多少なりとも戦列を維持したイギリス艦隊が、戦いを強制できる状況に持ち込んだ。風下側を先行していたイギリス艦隊は、一斉回頭すると、フランス戦列と反航する形で戦闘に入った。正午ごろ、イギリス軍艦「ヴィクトリー」は「ヴィル・ド・パリ」（90門）の前を行くフランス旗艦「ブルターニュ」（110門）に対して砲撃を開始した。イギリス前衛戦隊はほとんど損失なく離脱したが、サー・ヒュー・パリサー提督の後衛戦隊はかなりの損害を受けた。航過後、再度回頭して追撃態勢に入ったケッペルは、全艦に対し「フランス艦隊を風上に追え」という命令を発したが、パリサーは従わず、追撃態勢が整わないまま戦闘は終息した。

## 戦闘後
この海戦の結果について、政治的な意見の相違に基づく激しい非難の応酬が海軍司令部内で巻き起こった。
まず槍玉に上がったのはケッペルだった。戦闘指揮を誤って敵を取り逃がしたという嫌疑であった。信号書の不備もあったが、軍法会議に証拠として提出されたパリサー側の複数の航海日誌に談合による改竄が認められ、ケッペルは無罪となった。市民はこれを喜んだが、ケッペルは嫌疑を掛けられたことに嫌気が差し、司令官を辞任してしまった。つづいてパリサーの軍法会議が開かれた。パリサーは旗艦が行動不能に陥っていたため命令に従えなかったと抗弁したが、その状況に漫然としていた点を指摘され、無罪とはなったもののグリニッジの海軍病院総裁という閑職に追いやられた。この争いはその後政党間の非難合戦に移り、海軍の権威をいたく損ねることとなった。

## 参加艦

### イギリス艦隊
- 青戦隊（前衛）：R・ハーランド中将
  - モナーク（Monarch）：74門
  - ヘクター（Hector）：74門
  - セントー（Centaur）：74門
  - エクゼター（Exeter）：64門
  - デューク（Duke）：90門
  - クイーン（Queen）：90門 - ハーランド中将旗艦
  - シュリューズベリー（Schrewsbury）：74門
  - カンバーランド（Cumberland）：74門
  - バーウィック（Berwick）：74門
  - スターリング・カースル（Stirling castle）：64門
- 白戦隊（中央）：A・ケッペル提督
  - カレイジュー（Courageux）：74門
  - サンダラー（Thunderer）：74門
  - サンドウィッチ（Sandwich）：90門
  - ヴァリアント（Valiant）：74門
  - バイアンファザン（Bienfaisant）：64門
  - ヴィクトリー（Victory）：100門 - A・ケッペル提督旗艦
  - フォードロヤント（Foudroyant）：80門 - ジョン・ジャーヴィス艦長
  - プリンス・ジョージ（Prince George）：90門
  - ヴィジラント（Vigilant）：64門
  - テリブル（Terrible）：74門
  - ヴェンジャンス（Vengeance）：74門
- 赤戦隊（後衛）：ヒュー・パリサー中将
  - ウースター（Worcester）：64門
  - エリザベス（Elisabeth）：74門
  - ロバスト（Robust）：74門 - アレグザンダー・フッド艦長
  - フォーミダブル（Formidable）：90門
  - オーシャン（Ocean）：90門
  - アメリカ（America）：64門
  - デファイアンス（Defiance）：64門
  - エグモント（Egmont）：74門
  - ラミリーズ（Ramillies）：74門
- フリゲート
  - アリシューザ（Arethuse）：32門
  - プロサーパイン（Proserpine）：28門
  - ミルフォード（Milford）：28門
  - フォックス（Fox）：28門
  - アンドロミード（Andromede）：28門
- スループ
  - プルートー（Pluto）：8門
  - ヴァルカン（Vulcan）：8門
- カッター
  - アラート（Alert）

### フランス艦隊
- 白青戦隊：ドゥ・シャフォール提督
  - 第2分隊
    - ドーファン・ロワイヤル（Dauphin-royal）：70門
    - ランフィオン（L'Amphion）：50門
    - レヴェイエ（L'Eveillé）：64門

  - 第1分隊
    - ル・ビヤンネーメ（Le Bienaimé）：74門
    - ラ・クーローヌ（La Couronne）：80門 - ドゥ・シャフォール提督旗艦
    - ル・パルミエ（Le Palmier）：74門

  - 第3分隊
    - ル・ヴァンジュール（Le Vengeur）：64門
    - ル・グロリュー（Le Glorieux）：74門
    - ランディヤン（L'Indien）：64門
    - ラ・ジュノン（La Junon）：12門フリゲート
- 白戦隊：ドルヴィリュー提督
  - 第3分隊
    - ラルテジャン（L'Artésien）：64門
    - ロリアン（L'Orient）：74門
    - ラクシヨネール（L'Actionnaire）：64門

  - 第1分隊
    - ル・ファンダン（Le Fendant）：74門
    - ブルターニュ（La Bretagne）：110門 - ドルヴィリュー提督旗艦
    - ル・マニフィック（Le Magnifique）：74門

  - 第2分隊
    - ラクティフ（L'Actif）：74門
    - ラ・ヴィル・ド・パリ（La Ville de Paris）：100門
    - ル・レフレシ（Le Réfléchi）：64門
    - ラ・シビル（La Sibille）：12門フリゲート
- 青戦隊：ド・シャルトル公爵
  - 第2分隊
    - ル・ロラン（Le Roland）：64門
    - ル・ロビュスト（Le Robuste）：74門
    - ル・スファンクス（Le Sphinx）：64門

  - 第1分隊
    - ラントレピード（L'Intrépide）：74門
    - ル・サン・エスプリ（Le St Esprit）：80門 - ド・シャルトル公爵旗艦
    - ル・ゾディアック（Le Zodiaque）：74門

  - 第3分隊
    - ル・ディヤデーム（Le Diadème）：74門
    - ル・コンケラン（Le Conquérant）：74門
    - ル・ソリテール（Le Solitaire）：64門
    - ラ・フォルテュネ（La Fortunée）：12門フリゲート
- 戦列外
  - フリゲート
    - ラ・レゾリュー（La Résolue）：12門
    - ラ・サンシーブル（La Sensible）：12門
    - ラ・ナンフ（la Nymphe）：12門
    - ラ・シュルヴェイヤント（la Surveillante）：12門
    - ラ・ダナエー（La Danaé）：8門

  - コルベット
    - クリウーズ（Curieuse）
    - ファヴォリット（Favorite）
    - イロンデル（Hirondelle）
    - リュネット（Lunette）
    - シルフィード（Sylphide）

  - ルーグル（Lougre、沿岸航海用の帆船の形式）
    - レスピエーグル（L'Espiègle）